# Каминский, Игорь Александрович
Игорь Александрович Каминский (род. 19 сентября 1983, Ленинград) — российский футболист, игрок в пляжный футбол. Нападающий.

## Биография
Воспитанник клубов «Кировец» и «Спорт». Первый тренер — Михаил Матвеевич Минеев. В футбол играл на любительском и полупрофессиональном уровне в командах Санкт-Петербурга и Ленинградской области СЗАГС (2002), «Петро» (2007), «Еврострой» Всеволожск (2008), «Коломяги-47» (2008), «Строитель» (2008), «Руан» Тосно (2009), «Инкон» Колпино (2010), «Тревис и ВВК» / «Звезда» СПб (2011—2013, 2016), «Эликорт-ГМР»/«Эликорт» Гатчина (2014—2015).
Участник 1/128 финала Кубка России по футболу 2016/17 в составе «Звезды».
В пляжный футбол играл в петербургских командах «Голден» (2008 — два матча в чемпионате России, три гола), ТИМ (2009 — три матча в Кубке России, один гол), IBS (2010 — 5 матчей в Кубке России, 4 — в чемпионате).
Также участник многочисленных любительских соревнований по мини-футболу, футболу 8х8, 6х6.
Неоконченное высшее образование (Санкт-Петербургский университет ГПС МЧС России). Сотрудник МЧС России, игрок команды МЧС Санкт-Петербурга. Награждён нагрудным орденом «За заслуги» МЧС России.
Тренер в футбольной школе «Смена», филиал «Коломяги».

## Футбольные достижения
- Трёхкратный чемпион мира среди полицейских и пожарных (2010, 2011, 2012).
- Чемпион России среди МЧС (2010).
- Чемпион Европы и обладатель кубка мира по микрофутзалу в составе сборной России (2012).
- Чемпион и обладатель Кубка Санкт-Петербурга (2008, «Коломяги-47»).
- Чемпион и обладатель Кубка Ленинградской области, лучший нападающий Ленинградской области (2009, «Руан»).
- Чемпион Ленинградской области (2014, 2015, «Эликорт»).

«Тревис и ВВК»/«Звезда»
- Чемпион Санкт-Петербурга (2011, 2012).
- Обладатель Кубка Санкт-Петербурга (2011, 2012).
- Победитель III дивизиона (2012/13).
- Бронзовый призёр III дивизиона (2011/12)
- Лучший бомбардир первенства МРО «Северо-Запад» (2011/12).
- Лучший нападающий Санкт-Петербурга (2011)
- Обладатель Суперкубка Санкт-Петербурга (2016)[2].